# Julie Dahey
Julie Dahey, död efter år 1782, var en affärsidkare på Saint-Domingue. Hon tillhör de främsta representanterna för den förmögna klassen av Gens de couleur libres på Saint-Domingue.
Julie Dahey tillhörde gruppen av fria svarta på Saint-Domingue. Hon blev 1767 menagere, hushållerska, till Sieur Thomas Peignanan, som hade emigrerat från Bordeaux i Frankrike till Saint-Domingue, där han hade grundat en sockerplantage och tjänat en förmögenhet. Att bli en så kallad hushållerska, i realiteten anställd som älskarinna genom plaçage till en förmögen man, var en vanlig sed i Saint-Domingue, där en stor del av de fria färgade kvinnorna försörjde sig på denna typ av prostitution. Dahye fick också sju barn under sin tid som menagere, som uppenbarligen var hennes barn med Peignanan. 
Även om det blev relativt vanligt för fria färgade kvinnor i denna ställning att ägna sig åt affärsverksamhet, var Julie Dahey en ovanligt aktiv affärsidkare. Dahey ägde från 1779 en kaffeodling. Hon skötte också en kruk- och taktegelfabrik i Corix de Bouquets i kompanjonskap med Sieur La Bacheliere. 1781 hyrde hon mark från regeringen på fördelaktiga villkor, troligen under beskydd av Peignanan, där hon grundade en plantage, med rätten att köpa marken när kontraktet gick ut 1793. 1782 upprättade Peignanan ett testamente enligt vilket Dahey fick lösöret och hans syster Catherine äganderätten till plantagen på villkor att hon hyrde ut den till Dahey mot fördelaktig hyra. Enligt ett nytt testamente samma år fick Dahey 12000 livres och hennes sju barn tre slavar var av hans efterlämnade förmögenhet.
Efter sjuårskriget blev det vanligt att vita män från Frankrike bosatte sig tillfälligt i Saint-Domingue för att tjäna en förmögenhet snabbt, något som har kallats för kolonins tredje immigrationsvåg. Under sin tid i kolonin gifte de inte in sig i den gamla plantageklassen utan hade i stället barn med en färgad menagere, och när de återvände till Europa (eller avled), lämnade de land, slavar eller pengar till den familj de hade skaffat sig under sin tid i kolonin. Detta skapade under 1770- och 1780-talet en ny klass av förmögna fria färgade i Saint-Domingue som härstammade från vita män från Frankrike och deras färgade menageres, av vilka plantageägaren Nanette Pincemaille (död 1784), Anne Laporte (död 1783) och Julie Dahey tillhörde de mest prominenta exemplen.